# Archimédova spirála

Archimédova spirála

Archimédova spirála je rovinná transcendentní křivka (spirála), jejíž poloměr roste lineárně s velikostí úhlu.
V polární soustavě souřadnic lze tuto spirálu zapsat rovnicí (až na shodnost)
{\displaystyle r=a\phi \quad (a>0)}.

## Vlastnosti
Spirálu je možno popsat jako trajektorii pohybu bodu, který se rovnoměrně posunuje po polopřímce od jejího počátku v bodě O, zatímco polopřímka se kolem bodu O rovnoměrně otáčí.
Pól spirály a počátek spirály jsou u Archimédovy spirály totožné.
Paprsek vycházející z pólu spirály protíná spirálu v bodech, jejichž vzdálenosti od pólu tvoří aritmetickou posloupnost.

## Původ
Ve svém spise O závitnicích (Περι ελικων) popisuje Archimédés vznik této křivky asi takto: „Otáčí-li se přímka v rovině stejnoměrnou rychlostí kolem svého počátku, který nehybným zůstává, a pohybuje-li se v ní zároveň, z počátku vycházeje, bod rychlostí též stejnoměrnou, opisuje bod tento závitnici.“